# 7.62厘米Pak 36(r)反坦克炮
7.62厘米FK 36(r)和Pak 36(r) （德語：7.62 cm Feldkanone 36 (russisch) / Panzerabwehrkanone 36 (russisch)） 是德意志國防軍在第二次世界大戰中所使用的德國反坦克炮。它最初是來自於對蘇聯76毫米M1936(F-22) 師屬火炮的改裝。後來連USV和ZiS-3也被一併改裝了。

## 簡介
FK 36(r)和Pak 36(r)都是用開腳式炮架，配上横向板簧轴悬架，鋼製輪轂和泡沫橡膠輪胎。這些火炮使用垂直楔式炮閂；後座系統由液壓後座緩衝器和液压气动换热器組成。但這款火炮沒有拖曳架；所以無法用馬來拉動。

## 開發歷史
在1941年德國入侵蘇聯後不久，國防軍單位遭遇了新的蘇聯坦克：中型的T-34和重型的KV坦克。這些坦克厚重的傾斜裝甲使他們能有效對抗德國的反坦克武器。這種情況促使他們尋求更強的反坦克武器以能在更遠的距離摧毀蘇軍坦克。德國本身已經有合適的設計——7.5厘米Pak 40反坦克炮，於1941年下半進入生產，但要到1942年才能運抵前線。在此之前急需要過渡方法。
在巴巴羅薩行動的早期階段，德國繳獲了大量（約1,300門）蘇聯76毫米M1936 (F-22)。因為在設計上考慮到反坦克能力，這些蘇製火炮有著非常優秀的彈道；它原本也是要使用比現役更強的炮彈。 然而，作為反坦克角色它在設計上有些缺陷：炮盾過高，炮手操作不便，而且瞄具更適合F-22原本師屬野戰炮的角色。在消耗不高的情況下，德國工程師很快就改裝了F-22，並以FK 296(r)被國防軍接收。在1941後半年，德國工程師設計了一套現代化計劃，這些初始修改讓以上的火炮改裝成FK 36(r)標準包括：
- 去除炮盾上半部分並將切下來的鋼板疊到下半部分，這部分使用標準Pak 38盾栓來固定。
- 重新放置横向变速箱和手轮轴连杆使方向手轮放在火炮左邊和瞄具同側。而新的方向機連軸穿過了 後座支架和高低機的縫隙，因此最大仰角掉到了18°
- 將原版的瞄具替換成Pak 38的反坦克用瞄具，這樣一來就可以裝上標準的ZF3x8瞄準鏡或者緊急用可折疊機瞄。和Pak 40及Pak 97/38類似，這款瞄准镜也可以安装ARM38 (Aushilfsrichtmittel 38) 间接瞄具。

首批經改造的F-22使用原版彈藥 (經由測量膛室尺寸為385毫米得知)，而且在瞄具上依然寫著FK 296(r)。這些早期改造型號可以透過沒有炮口制退器這點來辨別。 這種過渡期的產品有很多不同的設計，但大部分都被改裝成FK 36(r)，不過考慮到這些火炮大部分都用來反坦克應該叫它們"Pak"而不是"FK"。改裝工作由哈諾瑪格完成，附帶由Kerner & Co在1942年生產的瞄具 (ggn42)。
后来的升级被命名为Pak 36(r)，具體有：
- 改膛以發射更強的德製Pak 40的彈藥，這種彈藥幾乎是蘇製彈藥的兩倍長 (715 mm vs 385.3 mm)，而且也比較寬 (100 mm vs 90 mm)，結論就是2.4倍的發射藥量。
- 調整了後座裝置以適應新的後座特徵。

## 生產
首批火炮於1942年2月運抵前線。直到那年年末，德國人改裝了358門火炮，1943年完成了168門而1944年完成了33門。還有另外894根炮管準備裝在自走炮上。這個數字很可能是包括Pak 39(r)——類似的76-mm M1939 (約300門)版本的改裝。
| PaK 36(r)和PaK 39(r)的彈藥產量 |         |           |         |           |
| 彈種                           | 1942    | 1943      | 1944    | 總共      |
| 高爆-破片                      | 769,400 | 1,071,300 | 857,700 | 2,698,400 |
| 穿甲（所有）                   | 359,400 | 597,300   | 437,300 | 1,394,000 |

## 部署
在東線和北非都能看到FK 36(r)和PaK 36(r)戰鬥的影子。FK 36(r)有記錄的首次部署是在1942年3月的  利比亞比尔哈凯姆；然後到了1942年5月，記錄上有117門火炮正被非洲軍團使用中。在實戰中充分地證明了這些火炮的價值，正如炮手Günter Halm （騎士鐵十字勛章）所打出的戰績，他在單場戰鬥中擊毀了九台瓦倫丁坦克 。而稍後Pak 36(r)也參與了北非戰役。這些火炮到戰爭結束一直都被用作反坦克和野戰炮雙重用途。即便在戰爭結束前的1945年3月，國防軍還有著165門Pak 36(r)和Pak 39(r)。可以通過彈藥消耗來估算其使用規模：1942年消耗了49,000枚穿甲彈和8,170枚次口徑穿甲彈，1943年消耗了151390枚。作為對比，Pak 40在1942發射了42,430枚穿甲彈和13,380枚破甲彈；這數字在1943年陡然上升至401,100枚穿甲彈和374,000破甲彈。
改裝後的炮管也裝在以下自走炮上：
- 黃鼠狼II驅逐戰車 (Sd.Kfz.132) - 基於二號坦克底盤的輕型驅逐戰車。
- 黃鼠狼III驅逐戰車 (Sd.Kfz.139) - 基於38(t)坦克底盤的輕型驅逐戰車。

有部分Pak 36(r)被蘇聯紅軍繳獲回去（例如在斯大林格勒戰役）並編進反坦克營中。

## 總結
當FK 36(r)和Pak 36(r)抵達戰場時，它們有能力在正常距離上摧毀同時代的坦克，雖然比起Pak 40穿深稍微差了點和稍微重了點，但不可否認的是改裝後的F-22在成本幾乎可忽略不計的同時給國防軍帶來了十分有效的反坦克火力。

## 彈藥
| 可用彈藥            |            |              |                  |                   |            |
| 種類                | 型號       | 重量（公斤） | 裝藥重量（克）   | 炮口速度（米/秒） | 射程（米） |
| 穿甲彈              |            |              |                  |                   |            |
| 風帽被帽穿甲彈/高爆 | Pzgr.39    | 7.6          | 24，鈍化黑索金   | 740               | 4,000      |
| 硬芯穿甲彈          | Pzgr.40    | 4.065        | -                | 990               | 700        |
| 破甲彈              |            |              |                  |                   |            |
| 破甲彈              | Gr.38 Hl/B | 4.62         | 510              | 450               | 1,000      |
| 破甲彈              | Gr.38 Hl/С | 5.05         | 510              | 450               | 1,000      |
| 高爆破片彈          |            |              |                  |                   |            |
| 高爆破片彈          | Gr.34      | 6.25         | 550，阿瑪托40/60 | 550               | 10,000     |

| 穿深表                                                                         |                 |                 |
| Pzgr.39                                                                        |                 |                 |
| 距離（米）                                                                     | 入射角60°，毫米 | 入射角90°，毫米 |
| 0                                                                              | 108             | 133             |
| 457                                                                            | 98              | 120             |
| 915                                                                            | 88              | 108             |
| 1,372                                                                          | 79              | 97              |
| 1,829                                                                          | 71              | 87              |
| Pzgr.40                                                                        |                 |                 |
| 距離（米）                                                                     | 入射角60°，毫米 | 入射角90°，毫米 |
| 0                                                                              | 152             | 190             |
| 457                                                                            | 118             | 158             |
| 915                                                                            | 92              | 130             |
| 1,372                                                                          | 71              | 106             |
| 1,829                                                                          | 55              | 84              |
| 上表使用德國的穿深計算方法。确切数字取决于生产批次和製造裝甲所用到的科技手段。 |                 |                 |

破甲彈在入射角90°的時候能穿透100–115毫米的裝甲。

## 照片

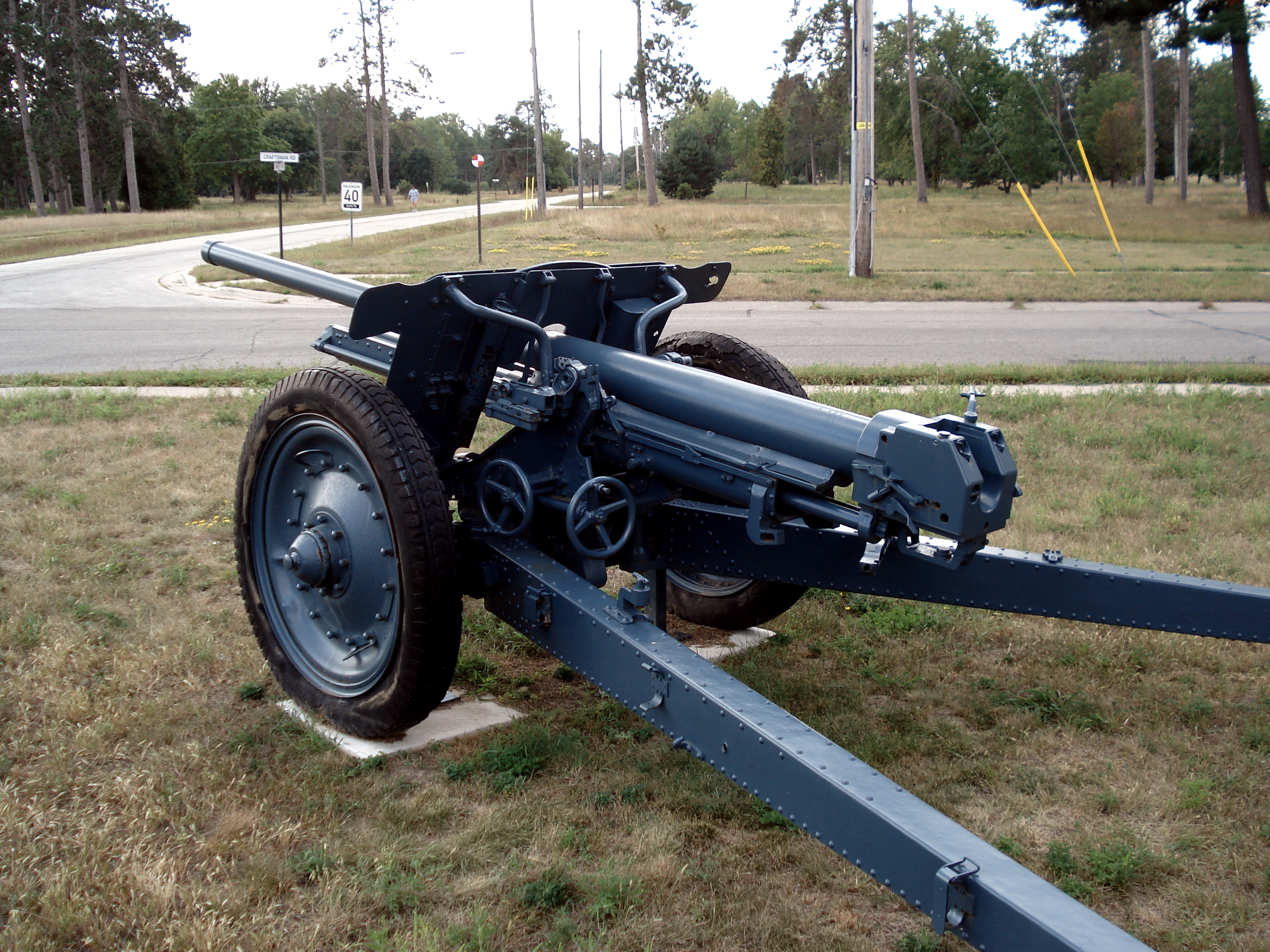
博丹基地軍事博物館中的FK 36(r)
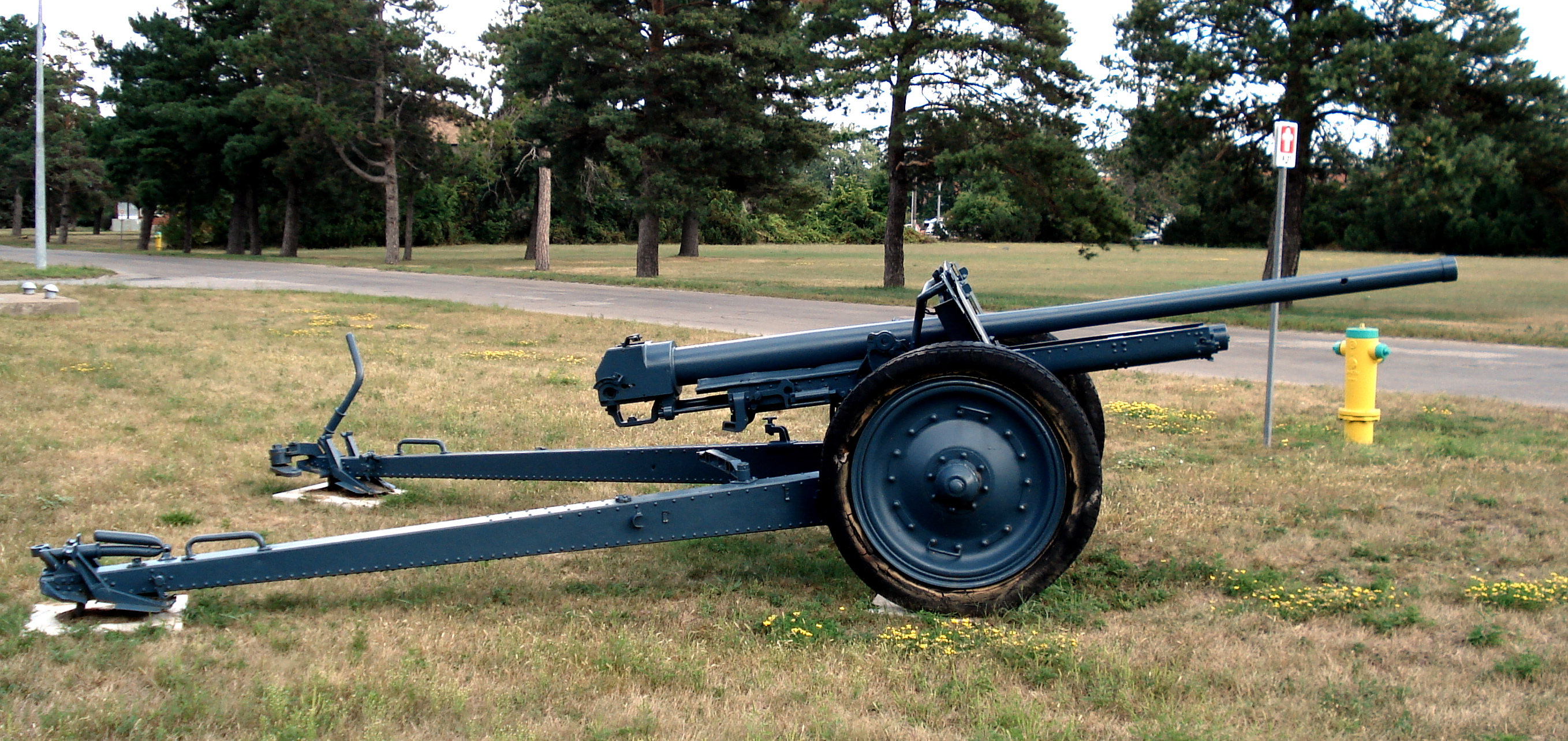
博丹基地軍事博物館中的FK 36(r)
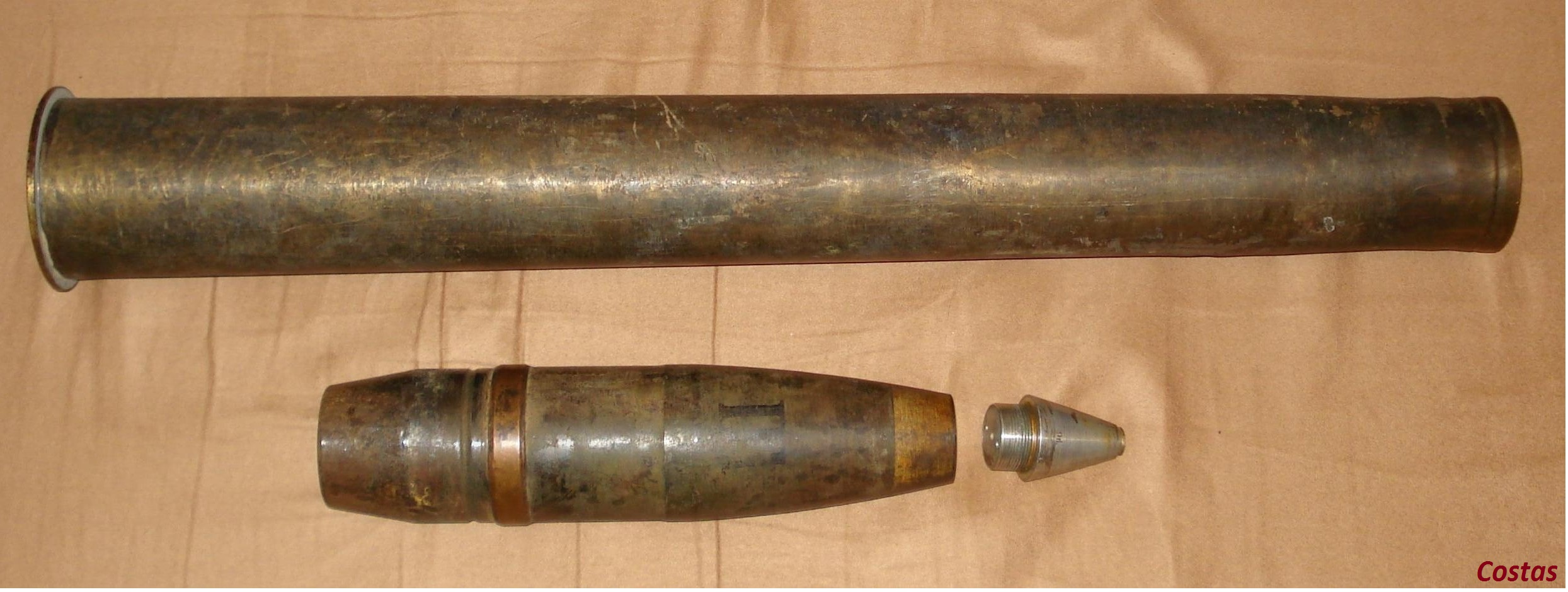
德國7.62厘米Pak 36反坦克炮所使用的覆銅鋼殼彈和高爆彈
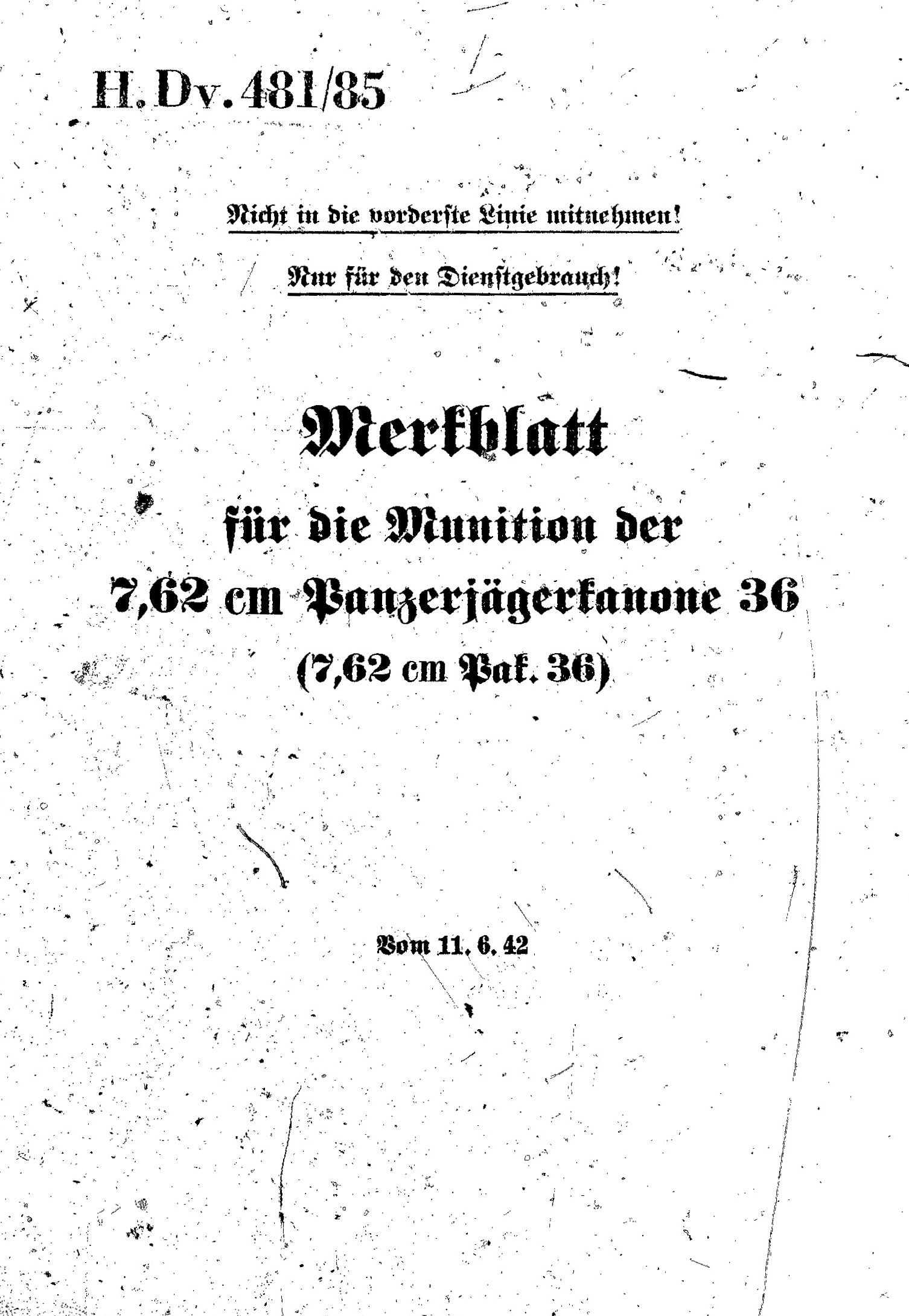
7.62厘米Pak 36反坦克炮的簡介手冊

## 註記
1. ↑  . www.quarryhs.co.uk.   [2017-09-27]. （原始内容存档于2015-01-17）.
2. ↑  . www.quarryhs.co.uk.   [2017-09-27]. （原始内容存档于2017-10-11）.